# Trionymus clandestinis
Trionymus clandestinis är en insektsart som beskrevs av Mcconnell 1941. Trionymus clandestinis ingår i släktet Trionymus och familjen ullsköldlöss. Inga underarter finns listade i Catalogue of Life.